# Новые Озеряны
Но́вые Озеря́ны (укр. Нові́ Озеря́ни) (раньше — Озеряны) — село на Украине, основано в 1460 году, находится в Брусиловском районе Житомирской области.
Код КОАТУУ — 1820983001. Население по переписи 2001 года составляет 603 человека. Почтовый индекс — 12620. Телефонный код — 4162. Занимает площадь 2,411 км².

## Адрес местного совета
12620, Житомирская область, Брусиловский р-н, с. Новые Озеряны, ул. Н.Сосниной